# Кубок Узбекистану з футболу 2024
Кубок Узбекистану з футболу 2024 — 32-й розіграш головного кубкового футбольного турніру у Узбекистані. Титул володаря кубка вперше здобув Андижан.

## Календар
| Раунд          | Дата              | Матчі | Клуби   |
| -------------- | ----------------- | ----- | ------- |
| Перший раунд   | 1 квітня 2024     | 6     | 38 → 32 |
| Груповий раунд | 12-29 квітня 2024 | 48    | 32 → 16 |
| 1/8 фіналу     | 2-6 липня 2024    | 8     | 16 → 8  |
| 1/4 фіналу     | 6-15 серпня 2024  | 4     | 8 → 4   |
| 1/2 фіналу     | 30 серпня 2024    | 2     | 4 → 2   |
| Фінал          | 5 жовтня 2024     | 1     | 2 → 1   |

## 1/8 фіналу
| Команда 1               | Рахунок      | Команда 2        |
| ----------------------- | ------------ | ---------------- |
| 2 липня 2024            |              |                  |
| Олімпік-2 (Ташкент) (2) | 1:2 дч       | Хорезм (2)       |
| 3 липня 2024            |              |                  |
| Машал (2)               | 1:3          | Кизилкум         |
| 4 липня 2024            |              |                  |
| Металург (Бекабад)      | 1:1 пен. 6:7 | Сурхан           |
| Олімпік (Ташкент)       | 0:1          | Андижан          |
| 5 липня 2024            |              |                  |
| Буньодкор               | 2:1          | Кизирик (3)      |
| Навбахор                | 1:0          | Бухара (2)       |
| 6 липня 2024            |              |                  |
| Арал (2)                | 0:1          | Пахтакор         |
| Согдіана                | 1:0 дч       | Нефтчі (Фергана) |

## 1/4 фіналу
| Команда 1      | Рахунок | Команда 2  |
| -------------- | ------- | ---------- |
| 6 серпня 2024  |         |            |
| Сурхан         | 3:1     | Хорезм (2) |
| Машал (2)      | 1:3     |            |
| 7 серпня 2024  |         |            |
| Согдіана       | 2:3 дч  | Навбахор   |
| Кизилкум       | 0:3     | Андижан    |
| 15 серпня 2024 |         |            |
| Буньодкор      | 0:1 дч  | Пахтакор   |

## 1/2 фіналу
| Команда 1      | Рахунок      | Команда 2 |
| -------------- | ------------ | --------- |
| 30 серпня 2024 |              |           |
| Андижан        | 0:0 пен. 5:4 | Сурхан    |
| Пахтакор       | 0:0 пен. 3:4 | Навбахор  |

## Фінал
| 5 жовтня 2024 15:00 (EEST) |

| Навбахор                  | 2:3 дч   | Андижан                                      |
| ------------------------- | -------- | -------------------------------------------- |
| Ісмоїлов 53' Сайфієв 119' | Протокол | Тоїров 82' Ісл.Маматказін 116' Бубаня 120+3' |

| Істіклол, Фергана Глядачів: 20 000 Арбітр: Халід Аль-Турайс |